# محمد يتيم
محمد يتيم (16 غشت 1956) سياسي مغربي من مواليد مدينة الدار البيضاء، يشغل منصب عضو الأمانة العامة لحزب العدالة والتنمية.

## مسيرته
من مواليد مدينة الدار البيضاء في 16 أغسطس 1956. انهى دراسته الابتدائية والثانوية بمدينة الدار البيضاء. ليكمل دراسته الجامعية في كل من مدينتي فاس والرباط.

### الشهادات والديبلومات
- الإجازة في علم النفس
- دبلوم الدراسات العليا في علوم التربية
- دبلوم المدرسة العليا للاساتذة شعبة الفلسفة

أستاذ متقاعد

### المناصب التي يشغلها
- الكاتب العام للاتحاد الوطني للشغل
- نائب برلماني عن الدار البيضاء[2]
- النائب الأول لرئيس مجلس النواب
- عضو ألأمـانة العـامة لحزب العدالة والتنمية
- عضو المكتب التنفيذي للحركة التوحيد والإصلاح

### مؤلفاته
- العمل الإسلامي والاختيار الحضاري
- الحركة الإسلامية بين الثقافي والسياسي
- مقالات التغيير الحضاري

## روابط خارجية
- الموقع الرسمي لحزب العدالة والتنمية
- الموقع الرسمي للشخص